# پومانکه
پومانکه (به اسپانیایی: Pumanque) یک شهرستان در شیلی است که در استان کولچاگوا واقع شده‌است. پومانکه ۴۴۰٫۹ کیلومتر مربع مساحت و ۳٬۲۴۲ نفر جمعیت دارد و ۹۳ متر بالاتر از سطح دریا واقع شده‌است.